# Subbaromyces aquaticus
Subbaromyces aquaticus är en svampart som beskrevs av Manohar. & P.Rama Rao 1974. Subbaromyces aquaticus ingår i släktet Subbaromyces, ordningen Pleosporales, klassen Dothideomycetes, divisionen sporsäcksvampar och riket svampar.   Inga underarter finns listade i Catalogue of Life.